# بی‌کاواکان
بی‌کاواکان (نام علمی: Acoela) نام یک رده از فرمانرو جانوران است.